# Stochastische Kühlung
Stochastische Kühlung ist ein Verfahren, um einen Teilchenstrahl in einem Hochenergiephysik-Experiment zu kühlen, d. h. die Größe des Teilchenpaketes im Phasenraum zu verkleinern. Der Name „Kühlung“ rührt daher, dass die Bewegung der Teilchen relativ zueinander dadurch abnimmt.
Das Verfahren wurde unter Führung von Simon van der Meer an den Intersecting Storage Rings am Forschungszentrum CERN entwickelt. Er erhielt hierfür im Jahre 1984 eine Hälfte des Nobelpreises für Physik, als das Verfahren genutzt wurde, um einen Antiprotonenstrahl in den Speicherring Super Proton Synchrotron am CERN einzuspeisen und so die W- und Z-Bosonen direkt nachzuweisen.

## Funktionsprinzip
Für Experimente mit kollidierenden Teilchenstrahlen ist es unabdingbar, dass die Teilchenpakete eng gebündelt sind. Dies gilt umso mehr für Experimente mit Teilchen, die erst aufwändig erzeugt werden müssen und nur in geringem Umfang zur Verfügung stehen, zum Beispiel Antiprotonen. Aufgrund leicht unterschiedlicher Energien und Richtungen der einzelnen Teilchen haben die Teilchenbündel aber die Tendenz auseinanderzulaufen – sowohl entlang der Strahlrichtung (longitudinal) als auch quer dazu (transversal). Zur Bündelung müssen die Unterschiede in den Energien und Bahnrichtungen der einzelnen Teilchen verringert werden (Kühlung) und die Teilchen zusammengerückt werden.
Das Verfahren zur stochastischen Kühlung beruht auf zwei technischen Komponenten: einem Sensor („Pick-up“), der die Position der Teilchen und insbesondere deren Abweichung von der idealen Flugbahn registriert, und einem Steuerelement („Kicker“), das an einem anderen Ort im Speicherring steht und durch einen elektrischen Impuls („Kick“) die Bahn der Teilchen näher an die Idealposition rückt. Damit das Signal des Pick-ups den Kicker rechtzeitig erreicht, wird es diagonal durch den Ring geleitet und nimmt dadurch einen kürzeren Weg, als das vermessene Teilchen auf seiner Kreisbahn.
Es ist unmöglich, jedes Teilchen individuell zu beeinflussen, vielmehr registriert der Pick-up die Position des Schwerpunkts einzelner kleiner Teilchenpakete, und der Kicker beeinflusst ein Paket als Ganzes. Das einzelne Paket wird durch den Kick also verschoben, aber nicht gekühlt. Da sich diese kleinen Pakete aber durchmischen und durch das vielfache Wiederholen dieser Prozedur immer wieder neue Pakete von Teilchen als Ganzes beeinflusst werden, bewirkt das Verfahren die erwünschte Bündelung. Dies ist ein Effekt zweiter Ordnung.
Zu betonen ist, dass es hier nicht nur um eine räumliche Bündelung geht, sondern auch um eine Angleichung der Impulse, also eine Bündelung im Impulsraum. Der Satz von Liouville, der besagt, dass Phasenraumvolumina von konservativen Kräften nicht verändert werden können, wird hierbei nicht verletzt, da es sich bei der gezielten, kurzzeitigen Anwendung elektromagnetischer Felder eben nicht um konservative Kräfte handelt.

## Nutzung
Zurzeit wird die stochastische Kühlung am Antiproton Decelerator im CERN verwendet.  Des Weiteren wird die Technologie am  RHIC, CERN,  GSI sowie am  COSY verwendet. Auch an der Antiprotonenquelle des Tevatron am Fermi National Accelerator Laboratory wurde die stochastische Kühlung eingesetzt.